# Овезклычев, Менгли
Менгли Овезклычев (1929 — ?) — звеньевой колхоза «Коммунизм» Ильялинского района Ташаузской области Туркменской ССР. Герой Социалистического Труда (30.07.1951).

## Биография
Родился в 1929 году на территории современного Дашогузского велаята Туркменистана. По национальности туркмен.
Получил начальное образование. В Великую Отечественную войну Туркменистан стал одной из тыловых баз Красной армии, его народное хозяйство было перестроено на военный лад. Заменяя мужчин призывного возраста, ушедших на фронт, на предприятия и в колхозы пришли подростки, пенсионеры и женщины. И несовершеннолетнему Менгли пришлось и учиться, и трудиться. Трудился на совесть в местном хлопководческом колхозе «Коммунизм» Ильялинского района (ныне — этрап имени Гурбансолтан-эдже).
Хлопководство — одна из стратегических сельскохозяйственных отраслей Туркменистана, и после окончания войны Менгли Овезклычев возглавил звено хлопководов. По итогам работы в 1950 году его звено получило урожай хлопка 69,7 центнера с гектара на площади 9 гектаров.
Указом Президиума Верховного Совета СССР от 30 июля 1951 года за получение высоких урожаев хлопка в 1950 году на поливных землях Овезклычеву Менгли присвоено звание Героя Социалистического Труда с вручением ордена Ленина и золотой медали «Серп и Молот».
И в последующие годы добивался высокой урожайности.
Проживал в Ильялинском районе (ныне — этрап имени Гурбансолтан-эдже). Сведений о его дальнейшей судьбе нет.

## Награды
- Золотая медаль «Серп и Молот» (30.07.1951);
- орден Ленина (30.07.1951)
- Медаль «В ознаменование 100-летия со дня рождения Владимира Ильича Ленина»
- Медаль «За доблестный труд в Великой Отечественной войне 1941—1945 гг.»
- медалями Выставки достижений народного хозяйства
- и другими
- Отмечен грамотами и дипломами.